# Revelación privada

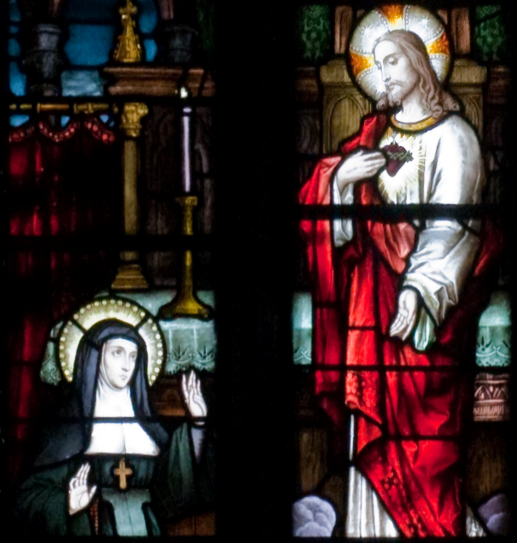
El Sagrado Corazón de Jesús revelado a Margarita María Alacoque

En teología cristiana, una revelación privada es un caso de revelación, en un sentido más amplio del término, de la realidad divina a una persona o personas. Contrasta con la revelación destinada a la humanidad en general, que a veces se denomina revelación pública.
Dentro del catolicismo, se mantiene una predisposición escéptica oficial hacia los relatos de revelación privada. Cuando son reconocidos por la autoridad de la Iglesia después de que su credibilidad y significado religioso hayan sido juzgados positivamente por el obispo católico local, estos mensajes se consideran útiles para los creyentes "en un determinado periodo de la historia". Aun así, la fe en ellos se equipara a la fe humana, en contraposición a la fe otorgada sobrenaturalmente, y tales creencias no se enseñan dogmáticamente. Las revelaciones privadas son de diversos tipos, como las apariciones marianas y las visiones. Se considera que estas revelaciones no añaden ni modifican la revelación completa, sino que son un mensaje celestial que ayuda a sus destinatarios y a otros fieles a vivir de acuerdo con la revelación.

## Teología católica
Según el Catecismo de la Iglesia Católica, la revelación pública fue completa en tiempos del Nuevo Testamento, pero depende de la interpretación y profundización de esta revelación fundacional o "definitiva":

97 La Sagrada Tradición y la Sagrada Escritura constituyen un único depósito sagrado de la Palabra de Dios en el que, como en un espejo, la Iglesia peregrina contempla a Dios, fuente de todas sus riquezas.

66 La economía cristiana, por tanto, al ser la Alianza nueva y definitiva, no pasará jamás; y no cabe esperar una nueva revelación pública antes de la manifestación gloriosa de nuestro Señor Jesucristo." Sin embargo, aunque la Revelación esté ya completa, no se ha explicitado del todo; queda a la fe cristiana captar gradualmente su pleno significado en el curso de los siglos.
67 A lo largo de los siglos, ha habido revelaciones llamadas "privadas", algunas de las cuales han sido reconocidas por la autoridad de la Iglesia. No pertenecen, sin embargo, al depósito de la fe. Su función no es mejorar o completar la Revelación definitiva de Cristo, sino ayudar a vivirla más plenamente en un determinado período de la historia. Guiado por el Magisterio de la Iglesia, el sensus fidelium sabe discernir y acoger en estas revelaciones lo que constituye una auténtica llamada de Cristo o de sus santos a la Iglesia. La fe cristiana no puede aceptar revelaciones que pretendan superar o corregir la Revelación de la que Cristo es el cumplimiento.

El Catecismo enseña que la revelación divina fue cumplida, completada, y perfeccionada en Cristo. En este sentido, los católicos creen que Cristo es la plenitud y el mediador, el autor y el intérprete, el propósito y el centro de la revelación pública. Por lo tanto, la revelación pública es el depósito de la fe y regla de fe y debe ser vivida por todos los católicos. Tomás de Aquino enseñó que toda revelación pública terminó con la muerte de Juan el Apóstol. Las revelaciones privadas no pueden superar, corregir, mejorar, cumplir, completar o perfeccionar la revelación pública.
El Catecismo enseña además que la revelación divina, al estar contenida en la Palabra de Dios y en Cristo, incluye también la tradición viva o sensus fidelium, el  magisterio, los sacramentos y el dogma.} Dado que la tradición viva y el magisterio son parte de la revelación divina, ambos tienen autoridad divina. Dado que los sacramentos forman parte de la revelación divina, no se puede cambiar su naturaleza (por ejemplo, recibir la Sagrada Comunión sin pecado mortal), pero sí se puede cambiar su modo de celebración (por ejemplo, recibir la Sagrada Comunión en la mano o en la lengua). Dado que el dogma católico forma parte de la revelación divina, las verdades salvíficas de Cristo son inmutables. Pero qué verdades son dogmas ha necesitado ser aclarado por los concilios eclesiásticos, y las doctrinas, mucho más numerosas, han cedido a una comprensión variada y creciente basada en el estudio sólido de las raíces bíblicas y de la historia del tema. Para ello es indispensable la labor de los teólogos, ya que el carisma de los obispos no es recibir revelaciones, sino determinar cuál es la enseñanza católica, tanto más en las doctrinas más centrales de la fe y enseñadas dogmáticamente. El Concilio Vaticano II de Obispos mantuvo una cuidadosa línea entre la explicación de "dos fuentes" (la Escritura y la tradición viva) y la de "una fuente" de la revelación, cuidando de reconocer la prioridad última del depósito original de la fe: "Porque la Sagrada Escritura es Palabra de Dios en cuanto consignada por escrito bajo la inspiración del Espíritu divino, mientras que la Sagrada Tradición toma la Palabra de Dios confiada por Cristo Señor y el Espíritu Santo a los Apóstoles, y la entrega a sus sucesores en su plena pureza, para que, guiados por la luz del Espíritu de verdad, al proclamarla conserven fielmente esta Palabra de Dios, la expliquen y la den a conocer más ampliamente. ".
En la doctrina del Catecismo, las revelaciones en la Palabra de Dios – tales como la aparición de los tres  ángeles a Abraham y el ángel que luchó con Jacob; la zarza ardiente; la teofanía en el monte Sinaí; la columna de nube y la columna de fuego; las visiones y profecías de los profetas; la prueba de Elías en la cueva y su asunción; la revelación a Pedro ("Tú eres el Cristo"); las apariciones de Cristo resucitado a los Apóstoles, incluida la excepcional y única aparición a Pablo; los diversos milagros registrados en los Hechos de los Apóstoles y en las Epístolas; y todo el Libro del Apocalipsis –  no son revelaciones privadas sino revelaciones públicas, aunque su significad| o original y su relevancia para la Iglesia actual están sujetos a interpretación. La aparición de Nuestra Señora del Pilar a Santiago el Mayor es una revelación privada, ya que depende de hechos no contenidos en el depósito original de la fe. Ésta, junto con la canonización de los santos, nunca serán enseñadas dogmáticamente, pero se enseñan como seguras para la creencia cristiana.
Porque, como sostiene el Catecismo, Cristo prometió que el Espíritu Santo guiaría a la Iglesia a toda verdad, el Señor conduce a la Iglesia a un comprensión más profunda del depósito original. Para aplicar adecuadamente las verdades de la revelación a las necesidades de cada época, el magisterio examina cuidadosamente las revelaciones privadas, para asegurarse de que están de acuerdo con la doctrina de la Iglesia. Cristo advirtió que vendrían falsos profetas y que el árbol se conocerá por sus frutos.

### Tipos de revelación
La revelación privada es un mensaje celestial que ayuda a las personas a vivir según la revelación divina. En la Iglesia Católica se han registrado varios tipos de revelaciones privadas.
La doctrina del Catecismo es que las revelaciones privadas pueden venir a cualquiera por el tiempo que a Dios le plazca. Algunas se dirigen al vidente, mientras que otras se dirigen a más personas. Por ejemplo, se dice que Nuestra Señora de Laus se apareció a una joven pastora durante muchos años, mientras que Nuestra Señora de Kibeho aparentemente se dirigió a los líderes de la nación de Ruanda .
Las apariciones de la  Virgen María suelen denominarse Apariciones marianas. Generalmente incluyen una visión de la Santísima Virgen, acompañada de breves mensajes. Estas son, con mucho, la forma más ampliamente reportada. Ejemplos bien conocidos de apariciones marianas aprobadas son  Nuestra Señora de Guadalupe, Nuestra Señora de Lourdes y Nuestra Señora de Fátima. Estas apariciones se consideran revelaciones privadas de Dios a través de la Virgen María.
En la creencia católica, las visiones marianas no significan que María aparezca como un espíritu incorpóreo, ya que ha sido asumida al cielo. Sin embargo, es probable que María pudiera aparecerse en forma corporal por bilocación.
Se ha informado de una serie de apariciones de Jesucristo tras su ascensión. Algunas de ellas han recibido la aprobación, como seguras para la creencia privada, de la Santa Sede. Por ejemplo, la biografía vaticana de Faustina Kowalska cita algunas de sus conversaciones con Jesús.
Las apariciones de Jesús no son lo mismo que la Presencia real de Cristo en la eucaristía, aunque incluyan adoración eucarística, porque los sacramentos son parte de la revelación pública. Las apariciones tampoco son lo mismo que la Segunda Venida, porque la Iglesia cree que Jesús "vendrá de nuevo en gloria para juzgar a vivos y muertos".
También hay informes de locuciones interiores en las que se informa de voces interiores, pero no se afirma ninguna visión de la divinidad. Las biografías vaticanas tanto de Teresa de Ávila como de Madre Teresa de Calcuta hacen referencia a sus locuciones interiores, aunque la Madre Teresa a menudo prefería mantenerlas en privado.
Algunas revelaciones privadas producen grandes cantidades de texto, mientras que otras se reducen a unas pocas frases comunicadas. Por ejemplo, el sacerdote Stefano Gobbi produjo un libro de mensajes atribuidos a la  Virgen María, mientras que María del Divino Corazón Droste zu Vischering simplemente escribió dos cartas al Papa León XIII con un mensaje atribuido a Jesucristo, incitando al Papa a consagrar el mundo al Sagrado Corazón de Jesús.
La Iglesia no considera el ocultismo - espiritismo, escritura automática, astrología, adivinación, poderes psíquicos, magia, adivinación, conjuros a los muertos, etc. - como tipos de revelaciones privadas.
La Iglesia tampoco considera que las revelaciones privadas tengan autoridad sobre el Papa o los obispos en comunión con él, porque la Iglesia, el obispo y la revelación pública tienen autoridad divina como cuestión de fe, mientras que las revelaciones privadas no son cuestión de fe sino que se creen con fe humana. Las revelaciones privadas ni tienen autoridad divina ni pueden ser creídas con fe divina y católica, y una prueba de ello es que el Magisterio interpreta infaliblemente la Palabra inerrante de Dios, mientras que los santos pueden cometer errores sobre los detalles de las revelaciones privadas, ya que la naturaleza humana caída es proclive al pecado y al error. De ahí que los católicos no puedan desobedecer a la Iglesia en favor de obedecer a la revelación privada.